# NAT traversal
NAT Traversal (NAT-T) — протокол, который инкапсулирует трафик VPN-соединения, работающего по таким протоколам как IPSec или PPTP, создавая пакеты UDP. Исходящие пакеты UDP пересылаются маршрутизатором, реализующим NAT Traversal через Интернет без всякого учёта их содержимого. Для этого NAT-T помещает дополнительный заголовок UDP перед пакетом IPSec, чтобы он во всей сети обрабатывался как обычный пакет UDP и хост получателя не проводил никаких проверок целостности. После поступления пакета к месту назначения заголовок UDP удаляется, и пакет данных продолжает свой дальнейший путь как инкапсулированный пакет IPSec ESP или пакет GRE, обеспечивающий работу PPTP соединения. Таким образом, с помощью техники NAT-T возможно установление связи между клиентами IPSec в защищённых сетях и общедоступными хостами IPSec через межсетевые экраны.